# Zabeltitz-Treugeböhla
Zabeltitz-Treugeböhla war von 1973 bis 1994 eine Gemeinde im Kreis Großenhain und von 1994 bis 2009 eine Ortschaft in der Gemeinde Zabeltitz. Sie bestand aus den bis 1972 selbstständigen Dörfern Zabeltitz und Treugeböhla, welche seit 2010 Ortschaften in der Großen Kreisstadt Großenhain sind.

## Geschichte
Die Gemeinde Zabeltitz-Treugeböhla entstand am 1. Januar 1973 durch den Zusammenschluss der Gemeinden Zabeltitz und Treugeböhla im damaligen Kreis Großenhain im DDR-Bezirk Dresden. Sie hatte eine Fläche von 13,45 Quadratkilometern. Im Oktober 1973 bildete Zabeltitz-Treugeböhla mit den Gemeinden Bauda, Görzig, Nasseböhla, Raden, Strauch, Skäßchen, Walda-Kleinthiemig und Wildenhain einen Verwaltungsverband. Am 3. Oktober 1990 hatte Zabeltitz-Treugeböhla 1222 Einwohner. Nach der Wiedervereinigung wurde die Gemeinde Teil des sächsischen Landkreises Großenhain.
Zum 1. März 1994 schlossen sich die Gemeinden Zabeltitz-Treugeböhla, Görzig, Nasseböhla, Skäßchen und Strauch zu der neuen Gemeinde Zabeltitz zusammen; die Gemeinde Zabeltitz-Treugeböhla wurde somit aufgelöst, blieb aber als Ortschaft erhalten. Heute gehört das ehemalige Gemeindegebiet zur Stadt Großenhain und die beiden Dörfer sind wieder Ortschaften.